# Joseph Wiseman
Joseph Wiseman (ur. 15 maja 1918 w Montrealu, Kanada, zm. 19 października 2009 w Nowym Jorku, USA) – kanadyjski aktor, najbardziej znany z tytułowej roli Dr Juliusa No, w pierwszym filmie z serii o przygodach Jamesa Bonda, Doktor No (1962; reż. Terence Young). Rola pierwszego przeciwnika agenta 007 zapewniła mu stałe miejsce w historii filmu.
Wiseman urodził się w Kanadzie, a jako dziecko przeniósł się wraz z rodzicami do Stanów Zjednoczonych. Był przede wszystkim aktorem teatralnym i teatr cenił sobie najbardziej; dopiero rola w Doktorze No przyniosła mu olbrzymią popularność, którą był bardzo zaskoczony. Na teatralnej scenie zadebiutował już w wieku 18 lat. Na ekranie pojawił się w roku 1950. Z aktorstwa wycofał się ostatecznie w 2001 roku.

## Życie prywatne
Jego żoną była amerykańska tancerka Pearl Lang (1921-2009), która zmarła 24 lutego 2009. Wiseman przeżył ją o 8 miesięcy. Zmarł w swoim domu w Nowym Jorku 19 października.

## Filmografia
- Opowieści o detektywie (1951) jako Charley Gennini
- Viva Zapata! (1952) jako Fernando Aquirre
- Srebrny kielich (1954) jako Mijamin
- Nie do przebaczenia (1960) jako Abe Kelsey
- Doktor No (1962) jako dr Julius No
- Noc w którą zamordowano Minsky’ego (1968) jako Louis Minsky
- Żegnaj Braverman (1968) jako Felix Ottensteen
- Szeryf (1971) jako Lucas
- Joe Valachi (1972) jako Marazano
- Kariera Duddy Kravitza (1974) jako wujek Benjy
- Betsy (1978) jako Jake Weistein
- Crime Story (1986) jako Manny Weisbord
- Magnum (1980-88; serial telewizyjny) jako dr Albert Tessa (gościnnie)
- Drużyna A (1982-87; serial telewizyjny) jako Westmoreland (gościnnie)
- MacGyver (1985-92; serial telewizyjny) jako Joseph Catano - wujek Joe (gościnnie)
- Crime Story (1986-88; serial telewizyjny) jako Manny Weisbord
- Prawnicy z Miasta Aniołów (1986-94; serial telewizyjny) jako Isidore Schoen (gościnnie)
- Prawo i porządek (1990-; serial telewizyjny)